# Acanthonotozoma magnum
Acanthonotozoma magnum är en kräftdjursart. Acanthonotozoma magnum ingår i släktet Acanthonotozoma och familjen Iphimediidae. Inga underarter finns listade i Catalogue of Life.